# Via Chiatamone
Via Chiatamone è una strada di Napoli, situata nel Borgo Santa Lucia, tra il mare e la parete rocciosa del monte Echia.

## Storia
Il suo nome deriva dal greco Platamon, il cui significato è "rupe scavata da grotte"; il luogo fu abitato, secondo la tradizione antiquaria napoletana, fin dall'epoca preistorica. Il luogo divenne sede di riti mitriaci in età classica, di cenobiti nel Medioevo e di orge nel XVI secolo. Queste ultime destarono enorme scandalo, spingendo il viceré Pedro de Toledo alla loro ostruzione.
Nel 1565 la riva fu circondata da mura, trasformandosi in luogo di svago signorile e poi, nei secoli successivi, in zona privilegiata per il passeggio. La singolare promiscuità fra popolani, aristocratici, militari, viaggiatori stranieri le conservò il carattere "scandaloso", che continuò ad impressionare i forestieri di ogni tempo.

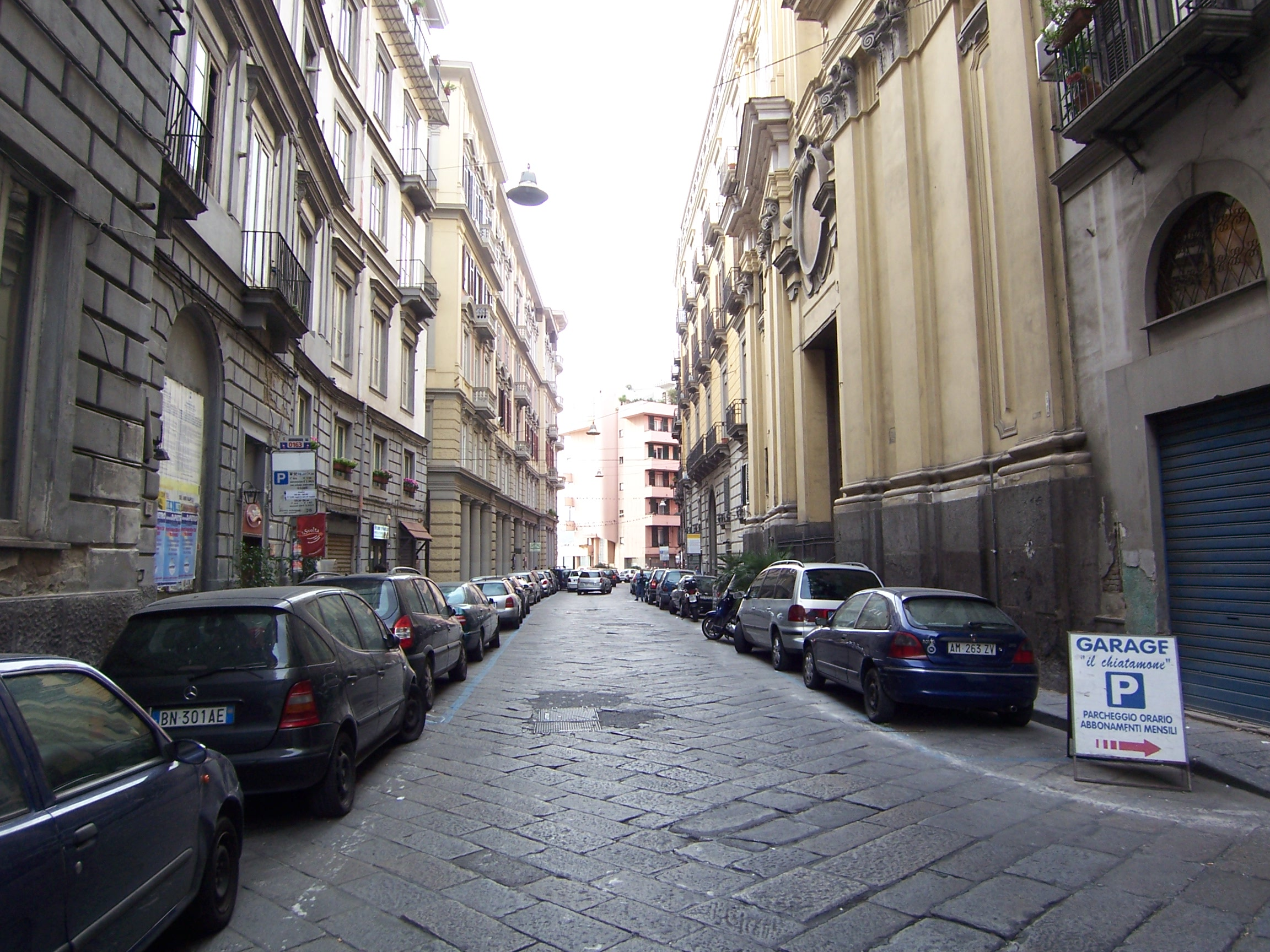
Via Chiatamone; sulla destra la Chiesa della Concezione

Alla fine del XIX secolo, con i lavori di Risanamento, lo sperone di Monte Echia fu ridimensionato, mentre una colmata a mare fece avanzare la linea costiera. Via Chiatamone, un tempo larga e panoramica, prospiciente vaste spiagge ed aperta alla vista del Golfo sino a Capo Posillipo, risulta oggi arretrata rispetto al mare, mentre il lungomare moderno è costituito dalle nuove vie Nazario Sauro, Partenope e Caracciolo.
Lungo la via affacciano alcuni edifici storici di grande importanza, come la seicentesca Chiesa della Concezione al Chiatamone, detta anche, popolarmente, Le Crocelle, il seicentesco Palazzo D'Aquino (al civico 7) e gli ottocenteschi Du Mesnil (al 61), Arlotta (al 63) e Douglas (al 5bis).
In questa strada, al civico 7 vi è stata la sede del quotidiano della città il Roma, trasferita di recente alla vicina via Generale Orsini 40; fino al 2018, al civico 65 c'era anche quella de Il Mattino fino al trasferimento di quest'ultima al Centro Direzionale di Napoli.

## La via nella musica
- È citata nella canzone Primma, siconda e terza di Gigi Pisano e E.A.Mario, popolarmente nota come 'O tram d''a Turretta (1932).
- Giuseppe Fiorelli e Furio Rendine le dedicano il brano Venite 'o chiatamone, presentato alla Piedigrotta del 1953.
- La via è nominata anche nella canzone Io, mammeta e tu (1955) di Domenico Modugno e Riccardo Pazzaglia.
- Il numero 43 di via Chiatamone è citato nel brano di Enzo Jannacci Tira a campà (1976).

## La via nella letteratura
- La via è citata da Giacomo Leopardi nella poesia I nuovi credenti[1] pubblicata nel 1906.
- In un sontuoso palazzo della via è ambientato il racconto di Matilde Serao Il delitto di Via Chiatamone (1908).